# 荒野 (ウクライナ)
荒野（あれの、ウクライナ語: Дике Поле）は、ウクライナの歴史的地名で、欧亜の草原地帯の西部である。

## 概要
荒野は、西にドニステル川の中下流、東にドン川・ドネツ川の中下下流、北に南ブーフ川の上流とキエフの南部、南に黒海、アゾフ海とクリミア半島を境界としている。現在のウクライナの中部・南部（ルハーンシク州、ドネツィク州、ドニプロペトロウシク州、ザポリージャ州、キロヴォフラード州、ポルターヴァ州、ムィコラーイウ州、オデッサ州、ハルキウ州、ヘルソン州）とロシアの西南部（トゥラ州、リペツク州、ヴォロネジ州、オリョール州、クルスク州、ベルゴロド州、ロストフ州の一部）にあたる。
荒野という地名は、15世紀末に史料で確認できる。この地域は北方の農耕民族と南の遊牧民が交流・衝突する地域であったため、人口の少なく、豊かな自然資源を有していた。
荒野はリトアニア大公国とポーランド王国（後のポーランド・リトアニア共和国）、モスクワ大公国（のちのロシア帝国）、クリミア・ハン国とオスマン帝国の国境地帯であったが、事実上では無所属の地であった。この地においてコサックが誕生し、自治共同体を形成した。
17世紀に荒野はコサック国家、ロシア、ポーランドとイスラム勢力の間に分断されていたが、18世紀末に完全にロシアの支配下に置かれた。以後、荒野という地名は使用しなくなった。

## 関連記事
- ザポロージャ
- コサック
- キプチャク草原
- ポントス・カスピ海草原